# بلانش کالووی
بلانش کالووی (انگلیسی: Blanche Calloway؛ ۹ فوریهٔ ۱۹۰۲ – ۱۶ دسامبر ۱۹۷۸) یک آهنگساز اهل ایالات متحده آمریکا بود.